# Muurala
Muurala (en suédois : Kurtby) est un quartier de la ville d'Espoo en Finlande.

## Description
Muurala est situé au nord du centre d’Espoo, à proximité du Kehä III et de la Turunväylä.